# Antonius Abtkerk (Nijmegen)

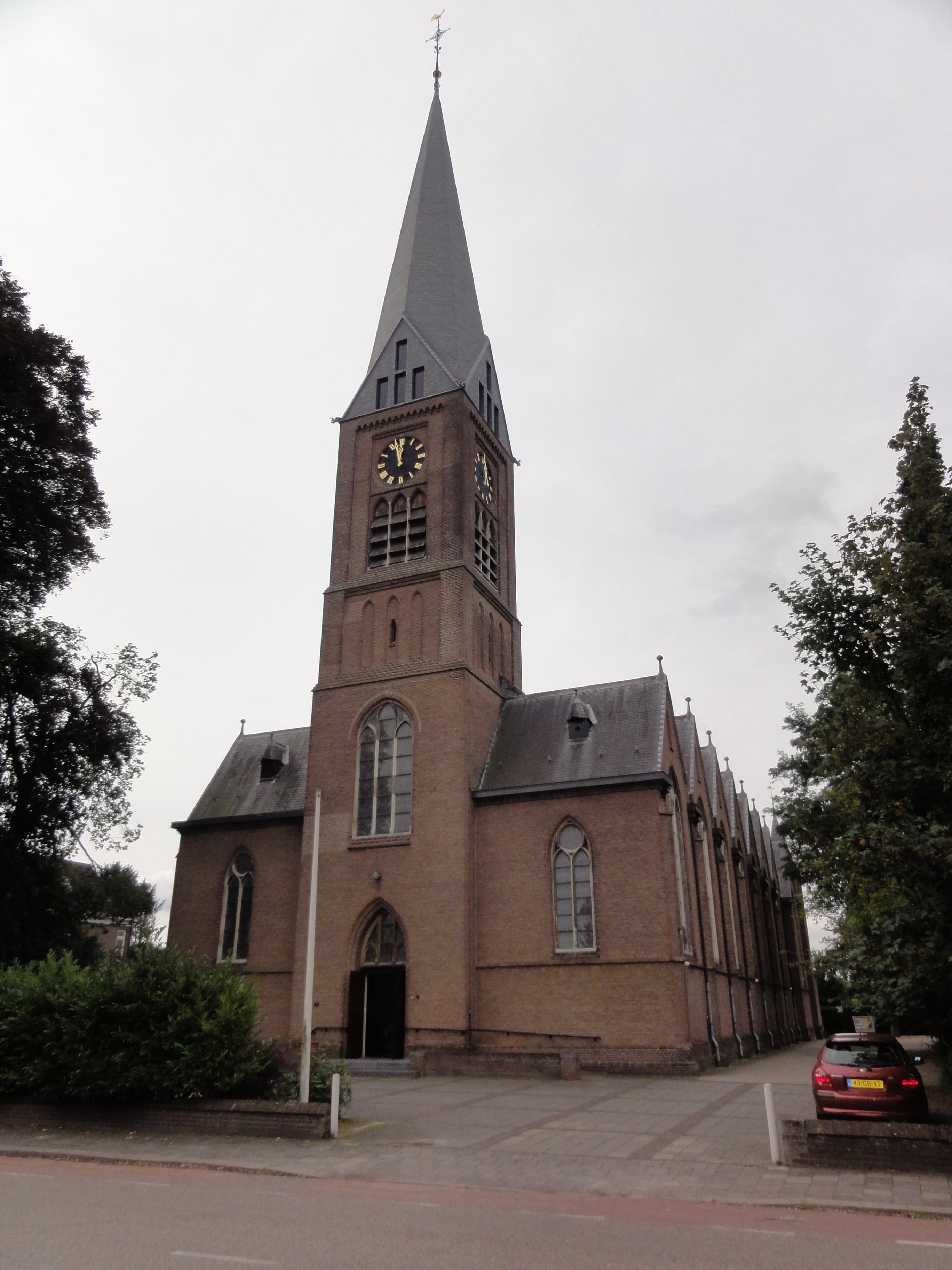
De Antonius Abtkerk

De Antonius Abtkerk is een rooms-katholiek kerkgebouw in Nijmegen. Deze aan Antonius Abt toegewijde kerk bevindt zich aan de Dennenstraat in Neerbosch-Oost/Hees en is in gebruik bij de parochie Hees. 
De kerk werd in 1874 ontworpen door P.J.H. Cuypers en het gebouw zelf dateert uit 1879-1880.
Het is een neogotische driebeukige hallenkerk. Het is een herinterpretatie van het Haagse hallentype, waarbij de zijbeuken gedekt zijn met steekkappen. Bij deze kerk is het een reeks van acht aansluitende kappen, waarvan de laatste, bij het koor, iets langer is dan de andere. De gebroken lijnen van de lange reeks kappen aan de buitenzijde contrasteren met de ruimtewerking in het interieur. Onder de zestig meter hoge westtoren met achtkantige spits tussen vier topgevels bevindt zich een Mariakapel. 
Het oorspronkelijk rijk gekleurde interieur werd in de jaren zestig witgepleisterd. De glas-in-loodvensters werden vervaardigd door glasatelier F. Nicolas en Zonen in Roermond en werden geplaatst tussen 1880 en 1925. In de kerk bevindt zich een 16e-eeuws kruisbeeld uit Kalkar. 
De kruiswegstaties zijn van de hand van de Nijmeegse kunstschilder Dorus Arts. Voor de verschillende staties hebben destijds parochianen geposeerd. De staties zijn op koper geschilderd en gerestaureerd. 
De Antonius Abtkerk is een rijksmonument (nummer 31204).